# Malmkrog
Malmkrog este un film românesc din 2020 regizat de Cristi Puiu. Scenariul este scris de Puiu, după „Trois entretiens”, un text al filosofului rus Vladimir Soloviov. A avut premiera la Festivalul de film de la Berlin, în 2020, iar Puiu a fost recompensat cu premiul pentru regie al secțiunii Encounters. În distribuția celui de-al șaselea lungmetraj semnat de Cristi Puiu se regăsesc actorii Frédéric Schulz-Richard, Agathe Bosch sau Diana Sakalauskaitė.

## Prezentare
Acțiunea se petrece la finalul unei luni decembrie, la conacul familiei Apafi, unde câțiva aristocrați s-au întâlnit pentru a petrece Crăciunul împreună.
Familia aristocratică a lui Nikolai găzduiește un ilustru grup care discută despre război, pace, moralitate, moarte și Antihrist. Împărțit în șase capitole, fiecare numit după numele protagoniștilor, filmul prezintă o serie de conversații, toate purtate în limba franceză, așa cum se obișnuia în aristocrația rusă de la acea vreme.

## Distribuție
- Frédéric Schulz-Richard în rolul Nikolai
- Agathe Bosch în rolul Madeleine
- Ugo Broussot în rolul Edouard
- Marina Palii în rolul Olga
- Diana Sakalauskaitė în rolul Ingrida
- István Téglás în rolul István

## Producția
Lungmetrajul a fost filmat în conacul Apafi din satul Mălâncrav, Sibiu, sat care în limba germană poartă denumirea Malmkrog.

## Recepția
„O dramă de epocă cerebrală care îți rămâne în minte”, notează criticul de film Peter Bradshaw în celebrul cotidian britanic The Guardian. „Un film de o seriozitate aproape intimidantă. Jocul actorilor este admirabil, date fiind cadrele lungi și dialogurile maraton, iar realizarea, una meticuloasă: imaginea semnată de Tudor Panduru, fie pe timp de zi, fie pe timp de noapte, este picturală și grandioasă”, punctează și ScreenDaily.com.

## Premii și nominalizări
Cristi Puiu a câștigat premiul pentru cel mai bun regizor la secțiunea Encounters de la Festivalul de film de la Berlin.